# بيبين بيجستيربوش
بيبين بيجستيربوش  (بالهولندية: Pepijn Bijsterbosch)‏ مواليد 3 نوفمبر 1989 في هولندا، هو متسابق دراجات نارية هولندي. نافس في سباقات بطولة العالم لفئة 125 سي سي. كما شارك في بطولة العالم للسوبرسبورت.

## وصلات خارجية
- بيبين بيجستيربوش على موقع WorldSBK.com (الإنجليزية)

- الموقع الإلكتروني